# مینیاپولیس (کانزاس)
مینیاپولیس (به انگلیسی: Minneapolis) شهری در ایالت کانزاس کشور ایالات متحده آمریکا است که جمعیت آن در سرشماری سال ۲۰۱۰ میلادی، ۲٬۰۳۲ نفر بوده‌است.